# Budapesti Kamaraszínház
A Budapesti Kamaraszínház Népszínház néven alakult meg 1978-ban az Állami Déryné Színház és a 25. Színház összevonásával. 1991-ben átnevezték, majd 2012-ig működött.

## Népszínház korszak
1978 az ún. „színházi robbanás" éve volt, amikor a legjobb vidéki társulatok, Szolnok, Kaposvár, Kecskemét vezetői és csapatuk politikai célok végett a fővárosba kerültek.
A Népszínház 1978 januárjában jött létre az Állami Déryné Színház (ami tizenegy társulattal a vidéki színházak hatókörén kívül eső országrészeket látta el élő színházi kultúrával) és a 25. Színház (amelynek lényege a népszínházi jelleg, a közművelődési szándék és a színházi határok tágítása volt) összevonásával, de működését ténylegesen csak az őszi évadkezdéskor kezdte meg. Gyurkó László igazgatása alatt a két társulat előnyeit ötvöző populáris, mégis újító szemléletű színház kialakítása volt a cél. Játszóhelyei az 1978-ra újjáépített Várszínház és az év őszére felújított Józsefvárosi Színház voltak. Mivel azonban nem készültek el időre, az utazó társulatok a pesti és Pest környéki művelődési házakban próbáltak, a Várszínházban játszó társulat pedig úgy, hogy az épület felújítása még javában folyt.
A színház berkein belül egy prózai – ezen belül 3 utazó –, egy operai, 1978. augusztus 1-jétől egy tánctagozat, valamint egy bábtársulat is szerveződött. Pozsgay Imre kulturális miniszter 1979-ben az Operettszínház igazgatóját és főrendezőjét, Malonyai Dezsőt és Vámos Lászlót (aki csak egy évvel később kezdte meg működését) nevezte ki a Népszínház élére. Ekkor a 25. Színház egykori társulatának java elhagyta a Népszínházat, akiket nemsokára a Kecskemétről átszerződtetett csapat is követett. 1979-től Csongrádi Mária vezetésével elindult a közművelődési pódium tagozat, amely az ifjúsággal foglalkozott.
Az 1980-as évek elején a színház válságba került. A célul kitűzött feladatokat nem tudta megoldani, a közönség sem a fővárosban, sem vidéken nem fogadta jól az előadásokat. A színészek is elégedetlenkedtek, mivel élesen elkülönült a várszínházi és a józsefvárosi (utazó) társulat.
1983. január 1-jétől Malonyai Dezső a Nemzeti Színház és az annak kamaraszínházává váló Várszínház vezetője lett, a Népszínház igazgatójává pedig Miszlay Istvánt nevezték ki. 1985. március 24-én Mészöly  Miklós Bunker című  drámájával, Giricz Mátyás rendezésében megnyílt a 7. kerületi Asbóth utcai Kisszínpad. Az új játszóhely célközönsége a fiatal értelmiség, a középiskolák felsőbb évfolyamai, az egyetemisták. Itt lehetőséget biztosítottak a kísérletezésre, részben a fiatal magyar drámaíróknak, illetve a Népszínház színészeinek, a hagyományosabb színjátszás mellett modernebb, testközelibb játékra, előadóestekre is. Eközben továbbra is Budapesten és az országban közel 200 játszóhelyen, széles közönségrétegnek mutatták be további produkcióikat. 1988-ban felújították a józsefvárosi anyaszínházat. 1990-ben, Miszlay István nyugdíjba vonulásakor pályázatot írtak ki, amelyet Szűcs Miklós nyert el. A színház szervezete teljesen átalakult.

## Budapesti Kamaraszínház korszak
A színház az 1990–91-es évadtól új vezetést kapott, igazgatója Szűcs Miklós, művészeti vezetője Csizmadia Tibor, irodalmi vezetője, dramaturgja pedig Böhm György lett.
1991 januárjától az új igazgatás átalakította a színház szervezetét és műsorát, a Népszínház nevet Budapesti Kamaraszínházra változtatták. Feloszlatták az utazótársulatokat, a létszámot ezzel csökkentették, de új tagok is érkeztek, akikkel szakmailag megerősítették a színház társulatát. Selmeczi György vezetésével az operatársulatból a Budapesti Kamaraopera, a tánctagozatból a Közép-Európa Táncszínház alakult meg.
Az így létrejött színház az örökölt játszóhelyek közül a Józsefvárosi Színházban a prózai és zenés darabokat, az Asbóth utcai Stúdiószínpadon irodalmi-színházi különlegességet játszott. Az 1991–92-es évadban a kiscelli romtemplomot is színházi helyszínné avatták Anthony Burgess Mechanikus narancs című regényéből készült musicallel és Shakespeare Athéni Timonjával.
A színház főépülete 1998-ban a Nagymező utcai Tivoli lett, amit 100 millió forinttal tettek színház számára alkalmassá. E mellett két stúdióval működött, melyben a három szponzortól kapott 150 millió forintos támogatással hoztak létre játszóhelyet: a régi stúdiószínház, az Ericsson Stúdió néven és a korszerű, légkondicionált Shure Stúdió.
A Budapesti Kamaraszínház búcsúelőadásaként 2012. május 7-én játszották utoljára a Tivoliban Tennessee Williams A vágy villamosa című drámáját, amelyen Tordy Géza rendezett, a főszerepeket pedig Eszenyi Enikő, Nagy Enikő, László Zsolt és Pindroch Csaba formálták meg.